# Lear Corporation
Lear Corporation (NYSE : LEA) est une société américaine spécialisée dans la fabrication et la distribution d'équipements intérieurs automobiles. À la fin de juin 2009, elle était le deuxième fabricant de sièges automobiles au monde. En 2006, elle possédait 242 unités de production dans 33 pays, employait environ 90 000 personnes et avait un chiffre d'affaires de 17,8 milliards USD.
Son siège est situé à Southfield au Michigan, États-Unis et son nom apparaît sur la liste Fortune 500.

## Histoire
Lear a pris de l'expansion dans les années 1980 et 1990 grâce à une série d'acquisitions. Elle tentait de devenir un distributeur complet d'équipements intérieurs automobiles : elle souhaitait fournir les sièges, les circuits électriques, les produits du plancher, les garnitures intérieurs, etc., aux fabricants automobiles.
Cette stratégie a subi d'importants revers à la fin de l'année 2005 lorsque les fabricants automobiles ont décidé de ne pas se fier à un seul fournisseur pour les équipements intérieurs.
En juin 2009, Lear a manifesté son intention de déposer son bilan. Elle a annoncé le 7 juillet 2009 qu'il demandait le placement sous la protection du chapitre 11 de la loi américaine sur les faillites. Elle a été particulièrement affectée par la politique de baisse de production en véhicules mise en place par ses clients General Motors, Ford et Chrysler. Cette faillite est la 13e plus grosse en matière de capitalisation depuis le début de l'année aux États-Unis.
En août 2013, au Honduras, la société Lear Honduras Systèmes de distribution électrique, branche locale hondurienne de Lear Corporation, aurait imposé le port de couches au travail afin de ne pas perdre de temps en pause-pipi selon des ouvriers. Des accusations rejetées par le représentant légal de la société, Edgardo Dumas qui déclare à la station de radio HRN que « les allégations des travailleurs et le ministère du Travail sont fausses et téméraires ». Une enquête est demandée par le ministre du Travail, Jorge Bográn.

## Fusions et Acquisitions
- Juillet 2004, acquisition de l'équipementier automobile Allemand Grote & Hartmann spécialisé dans la fabrication de composants électriques pour un montant indéterminé[5].

- Mai 2012, acquisition de l'équipementier automobile Américain Guilford Mills spécialisé dans le tissu pour 257 millions de dollars[6].

- Août 2014, acquisition de l'équipementier spécialisé dans le cuir, Eagle Ottawa, pour 850 millions de dollars[7].

- Août 2015, acquisition pour un montant indéterminé de la propriété intellectuelle d'Autonet Mobile société spécialisée dans les logiciels de communication et d'équipements pour l'automobile[8].

- Novembre 2015, acquisition de la société Américaine Arada Systems spécialisée dans la communication Vehicle-to-Vehicle et Vehicle-to-Infrastructure pour un montant indéterminé[9].

- 2016, acquisition pour un montant indéterminé d'AccuMED société spécialisée dans la fabrication de produits médicaux à base de tissu[10].

- Avril 2017, acquisition de la partie siège du groupe Espagnol Grupo Antolin pour 286 millions d'euros[11].

- Décembre 2017, discussions exclusives pour l'acquisition de la société Israelienne, EXO technologies, société spécialisée dans le GPS pour un montant indéterminé[12].

## Clients
Les trois plus gros clients de Lear Corporation sont : Ford, General Motors et BMW. Ces trois constructeurs représentaient plus de 50 % des ventes de l'entreprise en 2014.
L'entreprise compte également parmi ses clients : Daimler AG, Fiat Chrysler Automobiles, Hyundai Motor Company, Jaguar Land Rover, Groupe PSA, Renault-Nissan et Volkswagen.

## Sites de production en Europe
Les sites de production en France sont les suivants :
- Guipry (fermé en 2013) : cette usine fabriquait des sièges pour voitures. La production a été transférée en République Tchèque[14].
- Pontoise : Fabrication de sièges pour véhicules (pour PSA)[15]
- Feignies : Fabrication de sièges pour véhicules (pour l'Usine Renault de Maubeuge)[16]
- Troisvilles : Fabrication de tissu technique (Fermeture prévue)[17]
- Hordain[18]
- Sandouville
- Roche-la-Molière

L'entreprise possède aussi des sites de production dans les pays suivants : Allemagne, Espagne, Italie, Royaume-Uni, Hongrie, Macédoine, République Tchèque, Slovaquie, Pologne, Portugal,  Roumanie et Serbie.